# Православна црквена архитектура
Источно православна црквена архитектура чини посебну, препознатљиву породицу стилова међу црквеним архитектурама. Ови стилови деле скуп фундаменталних сличности, будући да су били под утицајем заједничког наслеђа византијске архитектуре из Источног римског царства. Неки од стилова су постали повезани са посебним традицијама једне специфичне аутокефалне православне патријаршије, док су други у широј употреби унутар Источне православне цркве.
Ови архитектонски стилови су имали значајан утицај на културе изван источног православља; посебно у архитектури исламских џамија, али и у извесној мери у западним црквама.

## Историја
Иако деле многе традиције, источно хришћанство и западно хришћанство почело је да се разилази једно од другог од раног датума. Док је базилика, дугачка дворана са апсидом на једном крају, била најчешћи облик на Западу, компактнији централизовани стил је постао доминантан на Истоку.
Ове цркве су по пореклу биле „мартирија“ усредсређене на гробове светаца — конкретно, мученика који су умрли током прогона хришћана, који су се у потпуности окончали преобраћењем цара Константина (337. године). Они су копирали паганске гробнице и били су покривени куполом која је симболизовала небо. Централна купола је тада често била окружена структурама на четири тачке компаса које су стварале крстолик - оне су често биле на врху кула или купола. Централизоване и базилике су понекад комбиноване као у цркви Аја Софија у Константинопољу (градња је почела 360. године нове ере). Источни крај базилике је тада омогућио постављање иконостаса, паравана на коме су окачене иконе и који сакрива олтар од верника осим на оним местима у литургији када се отворе његове двери.
Варијанта облика централизоване цркве развијена је у Русији и постала је истакнута у 16. веку. Овде је купола замењена знатно тањим и вишим четвороводним или купастим кровом који је, како се наводи, настао из потребе да се спречи задржавање снега на крововима. Један од најлепших примера ових шаторских цркава је Црква Светог Василија на Црвеном тргу у Москви.
Дуго времена се архитектонска уметност првенствено бавила пројектовањем цркава и аристократских палата, тако да еволуција православних цркава представља велики део историје византијске архитектуре и руске архитектуре . Детаљније информације су представљене у тим чланцима.
За разлику од западне хришћанске архитектуре са њеним тенденцијама ка модерности (види, на пример, Метрополитанску катедралу у Ливерпулу или Нотр Даму), православни архитектонски стил остаје углавном конзервативан и традиционалан. Један значајан и архитектонски важан изузетак је дизајн грчке православне цркве Благовести у Вауватоза, Висконсин, у Сједињеним Државама, који је направио Френк Лојд Рајт.
Архиепископска катедрала Свете Тројице на Upper East Side-у Њујорка је највећа православна хришћанска црква на западној хемисфери.

## Терминологија
У руском језику (слично другим источнословенским језицима ) реч опште намене за „црква“ је „tserkov” (црква). Када се говори у узвишеном смислу, термин „кхрам” (Храм), „храм“, користи се за означавање црквене зграде као „Khram Bozhy” (Храм Божији). Речи „црква“ и „храм“ у овом случају су заменљиве; међутим, термин „црква“ ( грч. εκκλησία) је далеко чешћи у енглеском језику. Термин "храм" (грч. ναός ) се такође обично примењује на веће цркве. Неке познате цркве које се повремено називају храмовима су Аја Софија, Саборна црква Светог Василија, Саборна црква Христа Спаситеља, Храм Светог Саве.
Неке цркве имају посебан статус и називају се собор (или soborny khram, cоборный храм), од староруске речи за „сабор“ (погледајте Собор за друга значења). На грчком, епархијска седишта се називају καθεδρικος ναος. На руском, саборна црква је „собор“ (рус. кафедральный собор, kafedralny sobor). Седиште патријарха се назива „патријаршиј собор” (Патриарший собор, Patriarshiy sobor). Главна црква манастира се такође може назвати „собор”. Ако епископ сагради нови сабор за своју катедру, стара црква задржава статус сабора. Статус сабора може доделити само Патријарх.
Главна црква у манастиру се назива католикон и може бити резервисана за главне службе, док се мање службе служе у другим црквама у манастиру.
Црква независна од локалне епархије назива се „ставропигијални сабор“ (грчки ставропигија значи „успостављање крста“). На пример, патријархални сабори су ставропигијални.
Друга врста ванепархијских цркава су кућне цркве, које припадају домаћинству.

## Архитектура
Православни црквени објекти имају следеће основне облике, сваки са својом симболиком:
- Издужени: правоугаоник, заобљени правоугаоник (круг), симболизујући брод као средство спасења (Нојева барка)
- Кружна форма (у облику крста)
- Облик звезде
- Ратонда

Купола уместо равног плафона симболизује небо. У руским црквама куполе су често надвишене куполама у облику лука, на којима су постављени крстови. Ове куполе се зову "главе" (глава) или "макове главе" (маковица, маковка). Понекад крстови на дну имају облик полумесеца, што, супротно уобичајеној заблуди, нема везе ни са исламом, ни са хришћанском победом над муслиманима. Полумјесец је био један од државних симбола Византије који је претходио османским освајањима. Срп који се налази на староруским иконама, одеждама и минијатурама књига односи се на месец као на симбол сидра, симбол спасења, у складу са симболиком Цркве као брода.
Олтар (светилиште) се налази у источном делу цркве, без обзира на облик. Уз западни део цркве је причвршћен (или одвојено) изграђен звоник.
Зграда цркве има много симболичких значења; можда најстарији и најистакнутији је концепт да је Црква Ковчег спасења (као у Нојевој барци) у којој је свет спасен од поплаве искушења. Због тога је већина православних цркава правоугаоног дизајна. Још један популаран облик, посебно за цркве са великим хоровима, је у облику крста или крста. Архитектонски обрасци могу се разликовати по облику и сложености, са капелама које се понекад додају око главне цркве или троструким олтарима (Литургија се може обављати само једном дневно на било ком одређеном олтару), али генерално, симболички распоред цркве остаје исти.
Зграда цркве је подељена на три главна дела: припрату (предворје), наос (у самом храму) и светииште (који се назива и олтар или свето место ).
Главна разлика традиционалних православних цркава од западних цркава је одсуство икаквих клупа у наосу. У неким етничким традицијама православља сматрало се да је непоштовање седети током проповеди. Међутим, у неким црквама на Западу, а посебно у црквама дијаспоре у Сједињеним Државама, уведене су клупе и клечалице, под утицајем других хришћанских деноминација.

### Нартекс
Припрата је веза између Цркве и спољашњег света и из тог разлога овде треба да стоје катихумени (прекрштени православци) и неправославци (напомена: традиција да се у наос цркве пуштају само потврђени православци је већим делом нестала). У манастирским црквама уобичајено је да мирјани који посећују манастир стоје у припрати, док монаси или монахиње стоје у наосу. Припрату од наоса одвајају Царске двери (било зато што кроз њих пролази Христос у литургији, или из времена Византијског царства, када је цар кроз ове двери улазио у главни део Аја Софије, у цркву Свете Премудрости и одлазио до олтара да се причести Евхаристијом). Са обе стране овог портала налазе се велики месингани свећњаци звани меналије који представљају огњене стубове који су отишли пре Јевреја у обећану земљу.

### Наос
Наос је главни део цркве у коме стоји народ за време богослужења. У већини традиционалних источних православних цркава нема седишта или клупа као на западу, већ стацидије (столица са високим рукама и наслонима за руке довољно високо да се могу користити као ослонац док стојите); ове се обично налазе дуж зидова. Традиционално нема седења за време богослужења, осим за време читања псалама и свештеничке проповеди. Народ стоји пред Богом. Међутим, многи изузеци се могу наћи у западним земљама, посебно у САД, где је познавање католичких и протестантских цркава довело до сличности у црквеном намештају. Није неуобичајено наићи и на клупе и на клечалице.
У неким традиционалнијим црквама, углавном у Грчкој, може се наћи посебан лустер познат као полиелеос. Овај лустер је обично украшен свећама и иконама и гурнут је да се љуља током своје службе.
Зидови су обично од пода до плафона прекривени иконама или зидним сликама светаца, њихових живота и прича из Библије. Пошто је црквена зграда директан продужетак њених јеврејских корена где мушкарци и жене стоје одвојено, Православна црква наставља ову праксу, при чему мушкарци стоје са десне стране, а жене са леве. Овим распоредом се наглашава да смо сви једнаки пред Богом (једнако растојање од олтара), а да мушкарац није супериорнији од жене. У многим модерним црквама ова традиционална пракса је измењена и породице стоје заједно.
Изнад наоса у куполи цркве налази се икона Христа Сведржитеља ( Παντοκρατωρ/ Пантократор, „Владар свега“). Директно испод куполе (у традиционалнијим црквама) обично је нека врста кружног лустера са приказима светаца и апостола, названог хорос, што је исто као и горе поменути полиелеос.
Наос православне цркве може варирати у облику/величини и распореду у складу са различитим традицијама унутар Цркве. Два најчешћа распореда унутар православних цркава од Јустинијана били су крстообразни распоред, отворени квадратни/правоугаони распоред или више линеарни распоред са бочним бродовима. Међутим, овај други је изашао из употребе од Великог раскола, пошто је био више коришћен у западним црквама и боље је одговарао службама које се служе у њима него у црквама источног обреда. Два некадашња распореда, отворени трг (или ређе, кружни) и крстолик су се сматрали најприкладнијим за служење Литургије. Ова два унутрашњег распореда имају тенденцију да буду квадратног / кружног облика, а не издуженог.
Крст је најстарији од два унутрашњег распореда и изгледа да је византијског порекла. Потиче од адаптације два од најранијих хришћанских архитектонских облика, базилике и осмоугаоне/кружне форме. Крстаста црква често има бочне бродове сличне западној базилици, али су често врло кратке и отворене у средини остављајући велики крст кроз средину цркве. Отворени квадрат/круг је новији од ова два облика. Најчешће се налази у источноевропским црквама и модернијим грчким црквама. Ова црква је задржала ранији квадратни/кружни облик, али су бочни бродови уклоњени чиме је простор у потпуности отворен. Ово је нашло ширу примену широм света последњих година са проналаском челика, јер омогућава да се купола подупре без потребе за масивним луковима и стубовима који су били главне карактеристике старијих крстастих цркава.

### Иконостас
Иконостас, који се назива и τεμπλον/темплон, представља параван или зид између наоса и светиње, који је прекривен иконама. Обично ће бити троја врата, једна у средини и једна са обе стране. Централна се традиционално зове Лепа капија и користи је само свештенство. Понекад се ова капија затвара за време службе и навлачи се завеса. Двери са обе стране називају се Ђаконске двери или Анђеоске двери јер су на њима често приказиване арханђеле Михаила и Гаврила. Ова врата користе ђакони и послужитељи за улазак у светилиште.
Обично је десно од Прелепе капије (гледано из наоса) Христова икона, затим икона Светог Јована Крститеља ; лево икона Богородице, увек приказана како држи Христа; а затим икона светитеља коме је црква посвећена (тј. ктитора). Често се на иконостасу налазе и друге иконе, али оне се разликују од цркве до цркве. Завеса се такође навлачи и отвара на различитим местима у служби.

### Олтар
Простор иза иконостаса до којег се долази кроз Лепе капије или Анђеоске двери је светиште или олтар . Унутар овог простора налази се олтарска трпеза, која се чешће назива света трпеза или престо; апсида са високим местом у средини леђа са престолом за епископа и синтроносом, или седиштима за свештенике, са обе стране; капела Жртвеник на северној страни где се у Проскомидији припремају приноси пре него што се приносе на олтарску трпезу и чувају свети сасуди; а ђаконикон на јужној страни где се чува одежда.
Православни олтари су обично квадратни. Традиционално имају тешку брокатну спољну облогу која сеже све до пода. Повремено имају надстрешнице. Сви православни олтари имају мошти светитеља уграђене у њих, обично мученика, постављене у време када су освећени. На врху олтарског стола у средини према задњој страни налази се китњасти контејнер који се обично назива табернакул где се чувају резервисани евхаристијски елементи за причешћивање болесника. Често је обликован као модел црквене грађевине. Испред овога је постављена књига јеванђеља, која обично има украшен метални корице. Испод јеванђеља је пресавијени комад платна који се зове еилитон. Унутар еилитона пресавијен је антиминс, који је свилена тканина са утиснутим приказом Христовог сахрањивања и са ушивеним моштима. Обе ове тканине се развлаче пре него што се приноси ставе на олтарски сто. Иза олтара је свећњак са седам кракова, који подсећа на седмокраки свећњак старозаветне скитије и храма у Јерусалиму . Иза овога је златни опходни крст. Са обе стране крста су литургијске лепезе (грчки: рипидиа или хекаптерига ) које представљају шестокрилног Серафима. Уз зид иза олтара је велики крст. Висећи са крста обично је раван иконографски приказ Христа (корпус) који се може уклонити током 50 дана након Васкрса.

## Галерија
- Румунска патријаршијска саборна црква у Букурешту, завршена 1658, Румунија .
- Саборна црква Александра Невског у Софији, Бугарска .
- Саборни храм Свете Софије у Кијеву, Украјина .
- Саборна црква Александра Невског у Лођу изграђена је захваљујући доприносима градске меркантилистичке елите, као и руског цара.
- "Дрвено чудо" Кижи, део ансамбла дрвених цркава, капела и кућа. То је једна од најпопуларнијих туристичких дестинација у Русији и налази се на Унесковој листи светске баштине.
- Архитектонско-етнографски музеј "Кхокхловка" у Пермском крају . Црква Преображења Господњег (1707) и караула (17. век).
- Токијска катедрала Васкрсења ( јапански : Ницораи-до, по Николају Јапанском ).
- У крилу палате Петерхоф у близини Санкт Петербурга налази се приватна православна капела руских царева .
- Православна црква у Бјаловјежи, Пољска, на ивици Бјеловјешке шуме .
- Православне цркве су уобичајене на Аљасци, посебно у јужним и југозападним деловима државе.
- Српска православна црква у Ноћају, Војводина
- Катедрала Светитскховели Грузијска православна црква у Мцхети, Грузија, између 1010. и 1029. године. Једна је од најпопуларнијих туристичких дестинација у Грузији и налази се на Унесковој листи светске баштине.
- Православна црква иконе Госпе од Ченстохове је пољска православна црква у Ченстохови у част Иконе Госпе од Ченстохове, која се сматра једним од националних симбола земље.
- Руска православна црква Свете Софије у Харбину, Кина .
- Црква Богородице Оранске (Богородице од знака) у Виљњусу показује типичне карактеристике развијеног неовизантијског стила: изложена двобојна, пругаста, зидана; четири симетричне апсиде чврсто спојене у главну куполу, стварајући висок троугласти обрис; аркаде које се стапају у куполе; и релативно мали звоник, јасно подређен главној куполи.
- Саборна црква Светог Исака у Санкт Петербургу, најпознатији пример православне цркве изграђене у стилу класицизма .
- Супраслска лавра је подвргнута конзерваторским радовима од револуција 1989. године, када ју је пољска влада вратила Пољској православној цркви.
- Архиепископска катедрала Свете Тројице на Upper East Side -у у Њујорку, највећа православна хришћанска црква на западној хемисфери .
- Саборни храм Христа Спаситеља у Бања Луци, Босна и Херцеговина, изграђен је од природног камена увезеног из Месопотамије, са златним куполама.
- Црква Благовести манастира Молдовића, једна од осам осликаних цркава у Молдавији, Румунија, УНЕСКО је уврстио на листу светске баштине .